# Phrynium congestum
Phrynium congestum är en strimbladsväxtart som först beskrevs av Henry Nicholas Ridley, och fick sitt nu gällande namn av Piyakaset Suksathan och Finn Borchsenius. Phrynium congestum ingår i släktet Phrynium och familjen strimbladsväxter. Inga underarter finns listade.